# Tylonycteris malayana
Tylonycteris malayana és una espècie de ratpenat de la família dels vespertiliònids. Viu a la Malàisia peninsular, el sud d'Indoxina i el nord de l'Índia. Després de ser descrit com a espècie el 1940, el 1973 fou reduït a la categoria de subespècie fins al 2017, quan Tu et al. el restauraren com a espècie basant-se en dades cariològiques, genètiques i filogenètiques.